# The Condemned - L'isola della morte
The Condemned - L'isola della morte (The Condemned) è un film del 2007 diretto da Scott Wiper, prodotto dalla WWE Films.

## Trama
In questo film, un produttore televisivo senza scrupoli decide di far combattere, su un'isola deserta della Papua Nuova Guinea, dieci condannati a morte prelevati dalle carceri di paesi del Terzo Mondo. Il tutto verrà trasmesso in diretta su Internet. Fra i protagonisti di questo scabroso reality c'è Jack Conrad. Quest'ultimo è un appartenente alle forze speciali USA, arrestato in El Salvador e condannato alla pena capitale per aver fatto saltare in aria un palazzo. Il primo è un ex soldato britannico, anch'esso delle forze speciali, noto come McStarley. Il secondo è, invece, il produttore televisivo Breckel. Alla fine Conrad, con l'aiuto involontario di McStarley, farà giustizia punendo tutti i malfattori.

## Colonna sonora
La Colonna sonora di The Condemned è stata pubblicata il 24 aprile 2007 in esclusiva per iTunes Store.
1. "Unbreakable" - Cage9
2. "Over & Under" - Egypt Central
3. "I Won't Do What You Tell Me (Josh Wink remix)" - Josh Wink
4. "Black Betty" - Spiderbait
5. "You Say" - Aya Peard
6. "Umbrella" - Chymera
7. "Souljacker part I" - Eels
8. "This Colorful World" - Eliot Morris
9. "Opening Titles (Score)" - Graeme Revell
10. "The Island and Conrad (Score)" - Graeme Revell
11. "Hands of Time" - Groove Armada
12. "To Be Young (is to Be Sad, Is to Be High)" - Ryan Adams
13. "Casino (Solid State remix)" - Tommi Eckhardt
14. "Savin' Me" - Nickelback
15. "firestarter" - The Prodigy